# Puffinus auricularis
Puffinus auricularis là một loài chim trong họ Procellariidae.